# Kelli Berglund
Kelli Michelle Berglund (Moorpark, 9 de fevereiro de 1996) é uma atriz e cantora norte-americana, mais conhecida por seu papel como Bree Davenport, uma adolescente biônica com supervelocidade, na série Lab Rats do Disney XD. Ela estrelou o filme original do Disney Channel, How to Build a Better Boy, onde interpretou Mae Hartley, uma jovem muito inteligente, que junto com sua melhor amiga faz um plano para criar o namorado perfeito. Também estrelou a série Now Apocalypse, interpretando Carly Carlson.

## Carreira
Berglund começou sua carreira quando criança, participando em pequenos papéis em séries regulares do canal TLC. Aparições na TV também incluem Are You Smarter Than a 5th Grader?, e America's Next Producer. Berglund também apareceu no filme indiano, Bye Bye Benjamin. Seus créditos de comerciais incluem campainhas para Old Navy, Hyundai, Bratz, McDonald's e Mattel, entre outros.
Berglund estrela como Bree, uma adolescente biônica super-humana com supervelocidade, na série Disney XD de comédia em live-action, Lab Rats, juntamente com Tyrel Jackson Williams, Billy Unger e Spencer Boldman co-estrelando. Em 2013, Berglund participou da série Disney XD Kickin' It, onde ela interpretou a prodígio do karatê Sloane Jennings. Nesse episódio, sua personagem canta "Had Me @ Hello" como um dueto com Kim Crawford, interpretada por Olivia Holt.
Em 19 de outubro de 2015, Berglund lançou sua própria linha de roupas, chamada Muse.
Em 2019, fez parte do elenco principal da série Now Apocalypse, que foi cancelada após uma temporada no dia 26 de julho de 2019, devido os baixos índices de audiência.

## Vida pessoal
Kelli Berglund nasceu e cresceu em Moorpark, Califórnia, onde continua morando com os pais, Mark e Michelle Berglund, e sua irmã mais nova, Kirra. Ela é formada pelo programa de estudos independentes da Moorpark High School. Em seu tempo livre, gosta de nadar e fotografar.

## Filmografia
| Ano       | Título                                                  | Papel             | Notas                                                                                                   |
| --------- | ------------------------------------------------------- | ----------------- | --- |
| 2006-08   | Hip Hop Harry                                           | Ela mesma         | Elenco recorrente                                                                                       |
| 2012-2016 | Lab Rats/Lab Rats: Bionic Island                        | Bree Davenport    | Elenco principal                                                                                        |
| 2013      | Disney XD's My Life                                     | Ela Mesma         | Documentário do Disney XD                                                                               |
| 2014      | Kickin' It                                              | Sloane Jennings   | Episódio: "The New Girl"                                                                                |
| 2015      | Mighty Med                                              | Bree Davenport    | Crossover especial de 1 hora com Lab Rats; "Lab Rats vs Mighty Med, Parte 2" (Temporada 2, Episódio 17) |
| 2016      | Lab Rats: Elite Force                                   | Bree Davenport    | Elenco principal; Spin-off de Lab Rats e Mighty Med                                                     |
| 2016      | Pickle and Peanut                                       | Amanda (voz)      | Participação                                                                                            |
| 2016      | Dolly Parton's Christmas of Many Colors: Circle of Love | Willadeene Parton | Elenco principal                                                                                        |
| 2018      | The Night Shift                                         | Sofia             | 2 Episódios                                                                                             |
| 2018      | Love Daily                                              | Cammy             | 1 Episódio                                                                                              |
| 2018      | Now Apocalypse                                          | Carly Carlson     | Elenco principal                                                                                        |
| 2021      | Heels                                                   | Crystal Tyler     | 1ª Temporada                                                                                            |

| Ano  | Título                    | Personagem                        | Notas |
| ---- | ------------------------- | --------------------------------- | ----- |
| 2006 | Bye Bye Benjamin          | Convidada da festa de aniversário |       |
| 2014 | How to Build a Better Boy | Mae Hartley                       |       |
| 2015 | One Night                 | Rachel                            |       |
| 2016 | Raising the Bar           | Kelly Johnson                     |       |
| 2018 | Going for Gold            | Emma Wilson                       |       |
| 2018 | Ghost in the Graveyard    | Sally Sullivan                    |       |
| 2021 | Cherry                    | Madison Kowalski                  |       |

## Discografia

### Singlespromocionais
| Título                                    | Ano  | Álbum          |
| ----------------------------------------- | ---- | -------------- |
| "Something Real" (com China Anne McClain) | 2014 | Não disponível |

### Videoclipes
| Título                                                                  | Ano  | Álbum          | Diretor         |
| ----------------------------------------------------------------------- | ---- | -------------- | --------------- |
| "Do You Want to Build a Snowman?" (pelo Disney Channel Circle of Stars) | 2014 | Não disponível | Harry Perry III |

## Ligações Externas
- Kelli Berglund. no IMDb.
- «Kelli Berglund». no AdoroCinema
- «Kelli Berglund» (em inglês). no TV Guide
- Kelli Berglund no X
- Kelli Berglund no Facebook
- Kelli Berglund no Instagram